# La Superette
 (juin 2015).
Si vous disposez d'ouvrages ou d'articles de référence ou si vous connaissez des sites web de qualité traitant du thème abordé ici, merci de compléter l'article en donnant les références utiles à sa vérifiabilité et en les liant à la section « Notes et références ».
 (juin 2015).
La Superette est un festival de musiques actuelles à tendance électronique se déroulant depuis 2005 à Neuchâtel durant le dernier week-end de novembre.

## Histoire
La première édition du festival La Superette a eu lieu en 2005. Le festival a été créé à la Case à Chocs sous l'impulsion de fans qui estimaient que l’electro était peu connue à Neuchâtel.

## Description
Le festival se tient sur 3 jours au centre-ville et à La Case à Chocs, à Neuchâtel. Il se décline sur 3 scènes par soir, avec 3 styles de musiques différents, pour une capacité maximale de 1 300 personnes par soir.
Parallèlement aux concerts, le festival organise aussi des débats, des conférences et des workshops.

## Édition 2017
Cette édition s'est déroulée le 30 novembre à la Case à Chocs et au CAN (Centre d'Art Neuchâtelois).
- Curses
- Isabeau Fort
- Lokier
- Terr
- Arma Jackson
- Kreaem
- Ramin & Reda

## Édition 2015
Cette édition s'est déroulée du 26 au 29 novembre.
- Acid Arab
- César Merveille
- Clap! Clap!
- Clara 3000
- Cut
- Dimette
- Funkineven
- Gertrude Tuning VJ
- Haya Mottarek
- Hidden Peaks
- Jean Toussaint
- Kölsch
- Knor
- La Mine Express
- Laolu
- Ludovic B
- Mambo Chick
- Manuelle Musik
- Mathieu Raetz
- Marc Benz
- Mln
- Mirko Loko
- Modulaw
- Nova Materia
- Noiiises
- Ockham
- Pepito Lindo
- Phrex
- Psycho Weazel
- Racker
- Schnautzi
- Supermafia VJ's
- Superpoze
- Time Tarracho
- Torentus
- Us and Sparkles
- Verveine

## Édition 2014
Cette édition s'est déroulée du 23 au 25 octobre. Le budget est de 130 000 francs suisses.
- Anushka
- Bambounou[4]
- Bauchamp
- Cosmo Vitelli
- Coni
- Danse Noire djs
- Dee Diglers
- DJ Marky & MC Stamina
- Dj Earl b2b Dj Taye
- Dj Sundae
- Eliphino
- FlexFab
- Fuck Buttons[4],[5]
- Gaspard de la montagne
- Haf Haf
- Krizzli
- Léonie Pernet
- Liars[4],[5]
- Median Structure
- Melodiesinfonie
- MÖD3RN
- Nemelka
- Red Axes
- Ron Morelli
- Roska
- Sinjin Hawke b2b Zora Jones
- Shake It Maschine b2b Mr.Pigman
- Throne
- Wodoo Wolcan

## Édition 2013
Cette édition s'est déroulée les 25 et 26 octobre
Fréquentation : 2 250 personnes
- Aucan
- Cochon double[6]
- Cooly G
- Crackboy
- Crowdpleaser
- Culprate & Maksim
- Débruit[7],[6]
- Deniz Kurtel[6]
- DEVolution
- Dj Kama
- Emilie Zoé[8]
- Food for ya soul
- Gramatik[6]
- KoQa[6]
- Machinedrum
- Maybe
- Meril Wubslin
- Michigang
- Mr Pigman& Shake It Maschine
- Mr. Ties
- Oram Modular
- Romare
- Tourterelle
- Untold
- Xewin feat. Yarah Bravo[6]

## Édition 2012
Fréquentation : 1 887 personnes
- Aquarius[2]
- Heaven
- Cloud Boat
- Dactylo
- Klaus
- Koreless
- Kutmah
- La Mine Express
- Lefto
- Lil Silva
- Marc Romboy
- Mathieu Raetz
- Miteinander
- Musik
- MLN
- Mouse On Mars[2]
- Mr Pigman
- Para One
- Perrine en Morceaux[2]
- Rover
- Rowboat Records
- Subb-an
- Supermafia VJ’s
- Syndrome WPW

## Édition 2011
Fréquentation : 2 393 personnes[réf. nécessaire]
- Alexis Gideon
- Brodinski[9]
- Chevreuil[9]
- Coma
- David Brunner
- Dels
- Emilie Bourquin
- Gesaffelstein[9]
- Gyratory System
- HerrHobby & friends
- Honey[9]
- For Petzi[9]
- Horasse
- Ivan Smagghe
- Kadebostany
- Koudlam
- La Vie C’est Facile
- Laolu
- Les petits pilous
- Lionel Coudray
- Logo
- Ludovic B
- Messer Chups
- Obez & Dadaezm
- Piano Chat[9]
- Planningtorock
- Plastician
- Publicist
- Raphallus & Zenit & Faust
- Shaun Reeves[9]
- Stenchman[9]
- Supermafia vjs
- Tokimonsta
- xxxy[9]

## Édition 2010
Fréquentation : 2 212 personnes
- Bass Vandalizm Crew
- Bauchamp
- Buvette
- Dan le Sac Vs Scroobius Pip[10]
- David Brunner
- Dimlite
- Discodeine
- dj Black Sally
- dOP[10]
- Étienne Jaumet
- Feldermelder
- Foreign Beggars[10]
- Ill Saint M
- Kidkanevil[10]
- Kingdom[10]
- Luke Abbott[10]
- Makossa & Megablast feat. Cleydys Villalon[10]
- Mathieu Raetz
- Mil Waukee
- Nôze[10]
- Perseus
- Pharao Black Magic
- Sinner DC / Stagga[10]
- Supermafia vjs
- The Labrats Bugband
- Tim Paris
- We loyal
- Zerkalo

## Édition 2009
Fréquentation : 2 100 personnes
- 16 Bit
- Arthur King
- Bad Trip Inc.
- Black Devil Disco Club
- Candie Hank
- Château Flight
- Crowdpleaser & St Plomb
- Crystal Fighters
- Dancemachine
- David Brunner
- Debruit
- Ear pwr
- électripocnic
- Foamo
- Fred
- Ghetto Po & Konpiuta
- Ghostape
- Gigi Barocco
- Kasper Bjørke
- Ludovic B
- Malente
- Matias Aguayo
- Ghislain Poirier feat. Mc Zulu
- Radio Dadio
- Stenchman
- Supermafia vjs
- Switchdubs
- The Bug feat. Mc Flow Dan
- Uiutna Yn. & Monoplage

## Édition 2008
Fréquentation : 1 910 personnes
- Alpinechic
- Anoraak
- Blindekinder feat. Lukatoboy
- Break Da Roestigraben
- Cobra
- Dactylo
- David Brunner
- Dj Assault
- Dj Oneman
- Franz & Shape
- Gangpol & Mit
- Gardner
- Huoratron
- Hyper
- Larytta
- Mmmatthias
- Popshop
- Rabi
- Rennie Pilgrem
- Skinner Box
- Someone Else
- Starting Teeth
- Supermafia vjs
- The Entry
- Thunderheist
- Troll Patrol

## Édition 2007
Fréquentation : 1 850 personnes
- Christoph Strotter
- Cock n bull kid
- DatA
- Digitaline
- DJ Missill
- dox2ut
- Dub Spencer & Trance Hill
- Feldermerlder
- Fiji
- Henning
- Hump
- Hypnolove
- Jacqui
- Kitten Recordings net label
- MissOddKidd
- Orange dub
- Pampelmoessap
- Passions
- Phosphorus
- Radio dadio
- Supermafia vjs
- The Bloody Beetroots
- The Glass
- Zombie Zombie

## Édition 2006
Cette édition s'est déroulée du 24 au 25 novembre.
Fréquentation : 1 350 personnes
- Alpen Dynamo
- Angie Reed
- Bacalao
- D’incise[11]
- dDamage
- Dead Can Trance
- Dulce Alfenas
- Fred
- Gaetan
- Gerard Geriatrehopen
- Jacques canon
- James What & Dan Berkson
- Jeans Team[11]
- Josepha Grossenbacher
- Kap Bambino
- LOopZ
- Marco daMatta
- Mount Sims feat. Randy Twigg[11]
- Nicolas Bamberger
- Operateur[11]
- fotokopieur
- Orange Dub
- Poisson Autistes[11]
- Projectiles
- Rabi
- Rugissant Pitet
- Shadi Megallaa
- Supermafia vjs
- Tenko vs Pferrari Center[11]
- Water Lilly[11]

## Édition 2005
Fréquentation : 1 210 personnes
- Ako
- Albruic
- Bambeat
- Cycle Opérant
- Divinity
- Ducks Funk
- Electricpocnic
- Ghetto Po
- Jerôme Baker
- K-One
- Kate Wax
- Kissogram
- Kriss Kortz
- Le Club des Chats
- Leiko
- Mda
- Nicky Carson
- P. Ferrari Center
- Plastique de Rêve
- Saalschutz
- Sonicwork
- Spy vs Spy
- Steve Gust
- Styro 2000
- Supermafia vj
- Swit Honey

### Articles payants
- Superette, une large palette sur arcinfo.ch le 24 novembre 2011
- Solide assiette pour la Superette sur arcinfo.ch le 15 octobre 2014
- Extension du domaine de la nuit sur arcinfo.ch le 25 novembre 2015